# 은하 헤일로

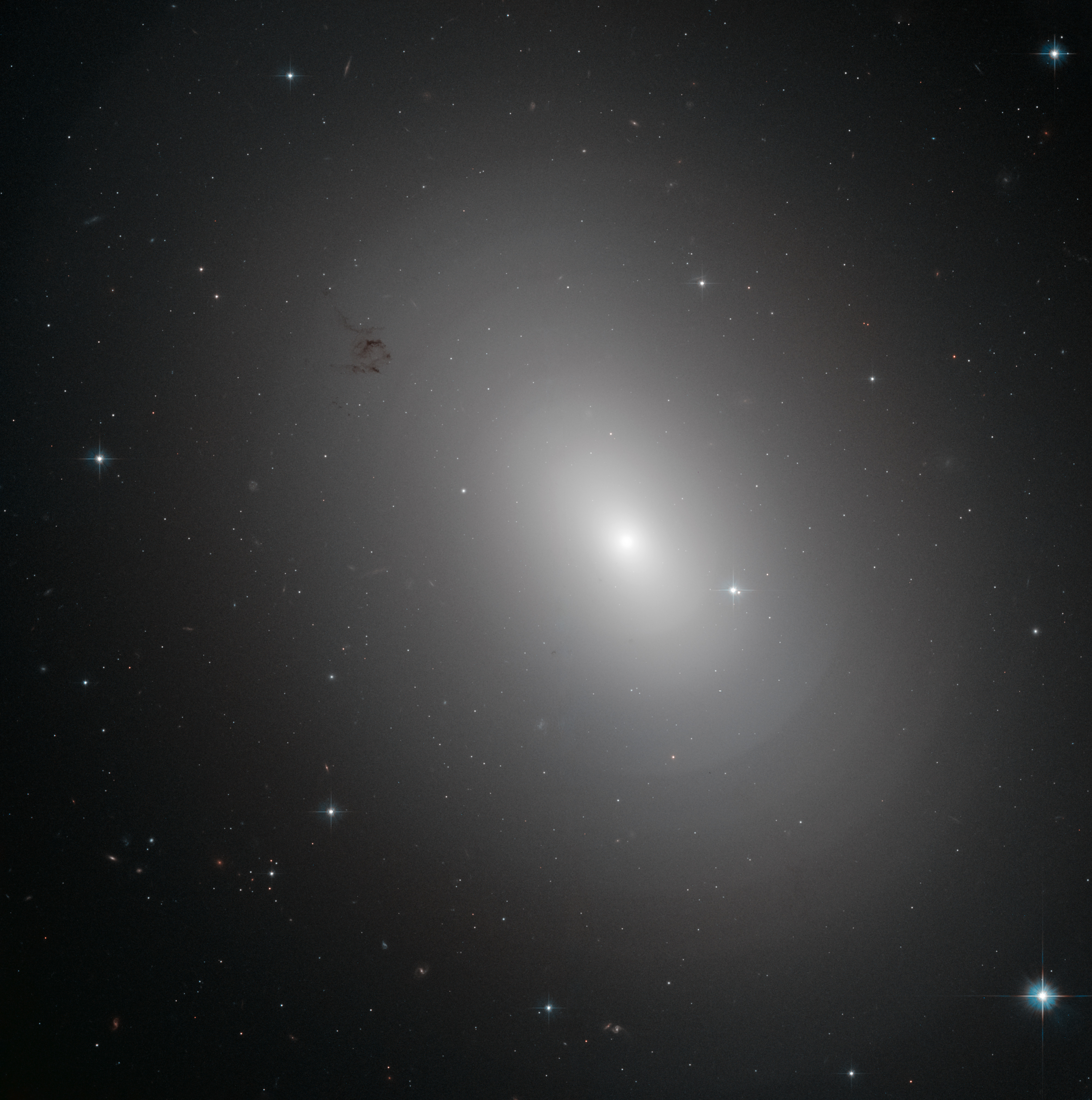
은하 헤일로의 예시이다.

은하 헤일로(Galactic halo)는 성간 물질과 구상 성단으로 구성된, 은하 전체를 감싸듯이 구형으로 희박하게 분포하고 있는 구름 같은 것을 가리킨다.

## 우리 은하의 헤일로
우리 은하의 중심에는 태양 질량의 수 백만 배에 달하는 초대질량 블랙홀이 존재한다. 은하의 중심 부분은 은하 팽대부라고 불리며, 그것을 둘러싼 직경 10만 광년의 나선형의 은하 디스크가 존재한다. 은하 헤일로는 그 외부에 공 모양으로 펼쳐져 있다.
은하 헤일로의 가장 안쪽에는 구상 성단이 우리 은하의 중심부에서 직경 30만광년 정도로 분포하고 있다. 일반적으로 은하 헤일로에 있는 항성은 은하 디스크에 있는 항성과 비교하여 항성의 나이가 오래되어, 중원소 함량이 적다. 그 바깥에는 이온화된 가스가 존재하며, 그보다 더 바깥에는 암흑 물질이 직경 60만 광년 까지 공 모양으로 분포하고 있다.
암흑 물질을 고려할 경우, 우리 은하의 질량의 대부분은 은하 헤일로에 존재하는 것이 된다.
은하 헤일로에 존재하는 항성은 중원소 함량이 비교적 많은 내부 그룹과 중원소 함량이 적은 외부 그룹으로 나눌 수 있다. 내부 그룹에 해당되는 항성들은 은하 디스크와 같은 방향으로 공전하는 반면, 외부 그룹에 해당되는 항성은 평균적으로 은하 디스크와 역방향으로 공전하고 있다.